# 경남보건고등학교 축구부
경남보건고등학교 축구부는 경상남도 함안군에 위치한 경남보건고등학교의 축구부이다. 

## 참고 문헌
- “KFA 통합경기정보 시스템”. 대한축구협회.

## 같이 보기
- 경남보건고등학교